# Leave Fast
Leave Fast è un singolo del musicista britannico Sam Fender, pubblicato il 14 giugno 2018.

## Video musicale
Il video musicale è stato diretto da Jack Whitefield.

## Tracce
1. Leave Fast – 3:10